# Odontanthias
Odontanthias is een geslacht van straalvinnige vissen uit de familie van zaag- of zeebaarzen (Serranidae). Het geslacht is voor het eerst wetenschappelijk beschreven in 1873 door Bleeker.

## Soorten
- Odontanthias borbonius (Valenciennes, 1828)
- Odontanthias caudicinctus (Heemstra & Randall, 1986)
- Odontanthias chrysostictus (Gunther, 1872)
- Odontanthias dorsomaculatus (Katayama & Yamamoto, 1986)
- Odontanthias elizabethae Fowler, 1923
- Odontanthias flagris Yoshino & Araga, 1975
- Odontanthias fuscipinnis (Jenkins, 1901)
- Odontanthias grahami Randall & Heemstra, 2006
- Odontanthias hensleyi Anderson & García-Moliner, 2012
- Odontanthias katayamai (Randall, Mauge & Plessis, 1979)
- Odontanthias randalli White, 2011
- Odontanthias rhodopeplus (Günther, 1872)
- Odontanthias tapui (Randall, Mauge & Plessis, 1979)
- Odontanthias unimaculatus (Tanaka, 1917)
- Odontanthias wassi Randall & Heemstra, 2006